# Yair Rodríguez
Pour les articles homonymes, voir Rodríguez.
Yair Raziel Rodríguez Portillo, né le 6 octobre 1992 à Parral dans l'État de Chihuahua au Mexique, est un pratiquant mexicain d'arts martiaux mixtes (MMA). Il combat dans la catégorie des poids plumes à l'Ultimate Fighting Championship, où il est actuellement classé 5e

## Palmarès en arts martiaux mixtes
| 25 combats     | 19 victoires | 5 défaites |
| Par KO         | 8            | 3          |
| Par soumission | 5            | 1          |
| Sur décision   | 6            | 1          |
| Sans décision  | 1            | 1          |